# Де-Вере (Опмер)
Де-Вере (нід. De Weere) — село в нідерландській провінції Північна Голландія. Входить до муніципалітету Опмер.
Його площа становить 6,44 км², а населення станом на 2021 рік складало 880 осіб.
Перша згадка про населений пункт датується 1680 роком.

## Галерея

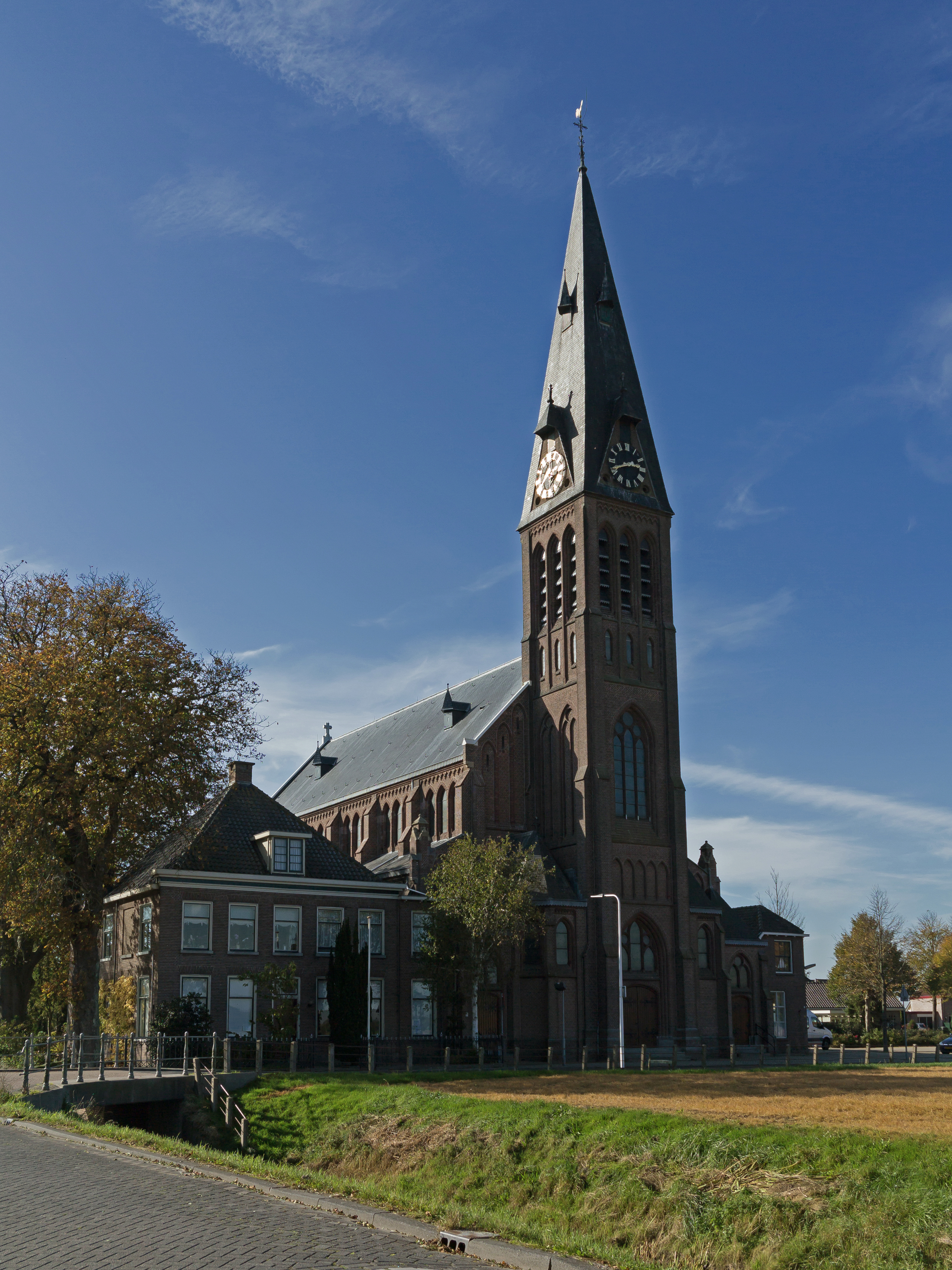
Церква у Де-Вере
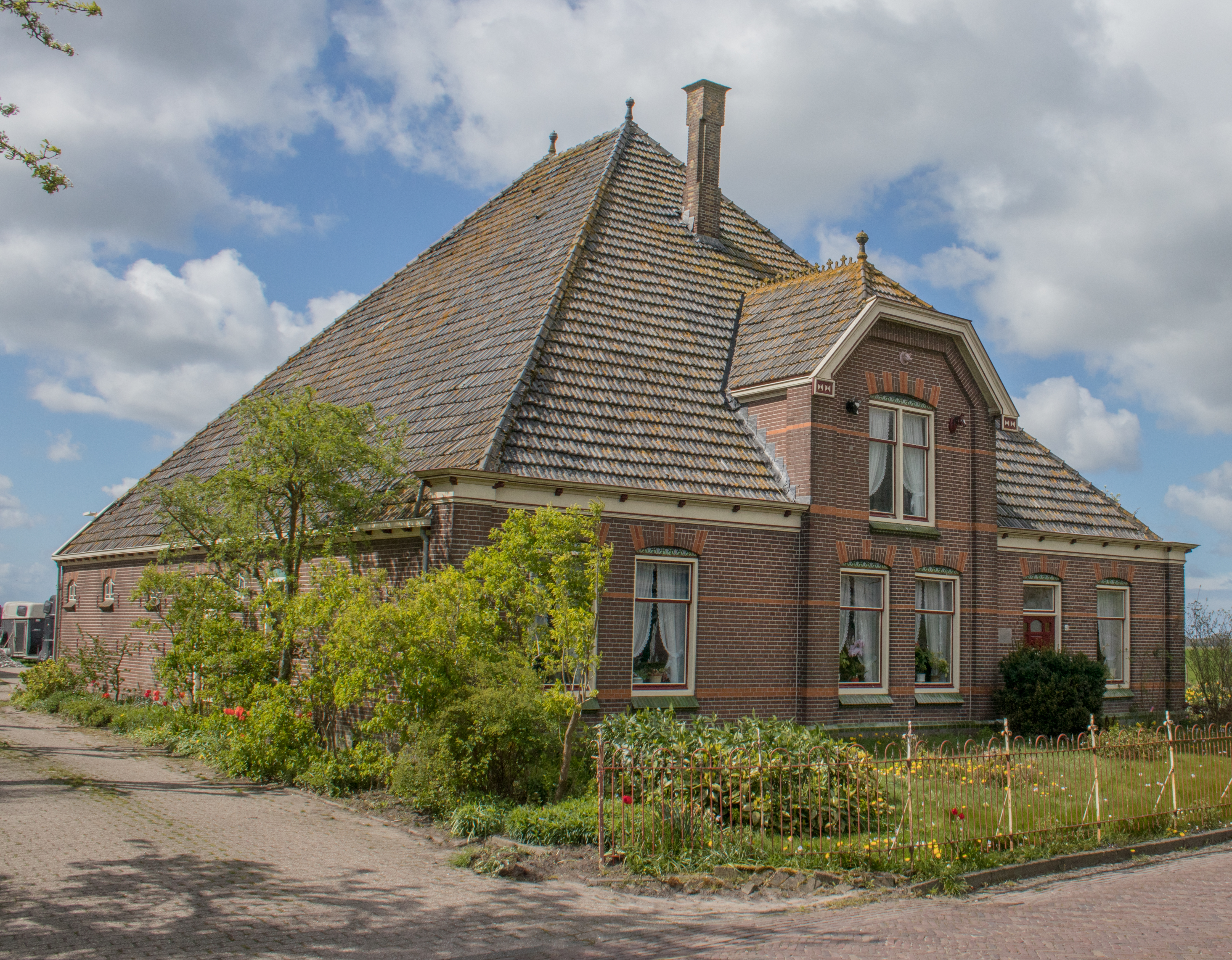
Ферма у Де-Вере